# 243 إيدا
243 إيدا (/ˈaɪdə/) هو كويكب صغير يتخذ مداراً حول الشمس، ينتمي إلى عائلة كورونيس وهي عائلة من الكويكبات تقع في حزام الكويكبات بين المريخ والمشتري. اكتشف 243 إيدا في 29 أيلول 1884 من قبل الفلكي النمساوي يوهان بليسا، وهو الكويكب رقم 45 الذي يكتشفه. وسمي باسم حورية من الأساطير اليونانية. من قبل الفلكي الهاوي مورس فون كافنر. الملاحظات وعمليات الرصد التلسكوبية التي أجريت فيما بعد صنفت إيدا بأنه كويكب من النوع أس وهو النوع الأكثر عددا في حزام الكويكبات الداخلي. ومثل كل الكويكبات في حزام الكويكبات، فإن مدار إيدا يكمن بين المريخ والمشتري. وتستغرق فترته المدارية حول الشمس 4.84 سنة، وفترة دورانه حول نفسه 4.63 ساعة ومتوسط قطر إيدا 31.4 كم وهذا يعادل (19.5 ميل).

## خصائص
243 إيدا هو كويكب غير منتظم الشكل، ويمثل الرقم 243 ترتيب الكويكب في الاكتشاف إذ أن إيدا الكويكب رقم 243 الذي تم اكتشافه منذ العثور على أول كويكب في بداية القرن ال19 وتم تصنيف إيدا كويكب من النوع أس أو (بالإنجليزية: S-type)‏ وهي كويكبات ذات تركيبة صخرية. إيدا عضو في مجموعة من الكويكبات تسمى عائلة كورونيس (بالإنجليزية: Koronis)‏ يعتقد أنها من بقايا تحطم جسم أضخم، قطره نحو 200-300 كيلومتر (120-180 ميل) تحطم على الأقل بعد تشكل النظام الشمسي قبل نحو 4.5 مليار سنة. وتبلغ كتلة إيدا ما بين 3.65 و4.99 × 1016 كلغ

## الاكتشاف وعمليات الرصد
243 إيدا كويكب من عائلة كورونيس وهي عائلة من الكويكبات تقع في حزام الكويكبات بين المريخ والمشتري. وقد تم اكتشافه في 29 أيلول 1884 من قبل الفلكي النمساوي يوهان بليسا في مرصد فيينا، وهو الكويكب رقم 45 الذي يكتشفه بليسا، وسمي باسم حورية من الأساطير اليونانية من قبل الفلكي الهاوي مورس فون كافنر، وقد تم تصنيف إيدا كعضو من عائلة كورونيس من قبل الفلكي الياباني كياسوجو هيراياما الذي اقترح في عام 1918 أن المجموعة تضم بقايا تحطم جسم أضخم، قطره نحو 200-300 كيلومتر.
تم قياس انعكاس الطيف يوم 16 سبتمبر 1980 من قبل علماء الفلك ديفيد جيه ثالون وإدوارد اف.ديتيسكو، كجزء من مسح الكويكب الثامن (ECAS).
وكان طيف إيدا مطابق لكويكبات تصنيف S. أجريت عمليات رصد عديدة لإيدا في أوائل عام 1993 من قبل مرصد أوك ريدج ومحطة مرصد البحرية الأمريكية مما ساعد في تحسين قياس مدار إيدا حول الشمس وقلل من الشك حول موقعه أثناء تحليق مسبار غاليليو من 78 إلى 60 كم.

### تحليق مسبار غاليليو

صور من تحليق مسبار غاليليو، تبدأ قبل 5.4 ساعة من أقرب اقتراب وتبين دوران إيدا

في آب/أغسطس عام 1993 اقترب المسبار غاليليو والمركبة الفضائية غير المأهولة التي أرسلتها وكالة ناسا لدراسة كوكب المشتري وأقماره من الكويكب 243 إيدا ومن قمره داكتيل، وكان أعظم اكتشاف من مسبار غاليليو أن إيدا لديه قمر طبيعي يبعد 100 كيلومتر عن مركز إيدا، ولم يعلن هذا الاكتشاف حتى وقت متأخر من فبراير عام 1994 عندما وصلت الصور المخزنة على جهاز تسجيل المركبة الفضائية إلى الأرض. وهو أول قمر طبيعي لكويكب يتم اكتشافه وتصويره، وقد تم تسمية القمر اسم داكتيل (بالإنجليزية: Dactyl)‏ نسبة إلى داكتيلوس (بالإنجليزية: Dactylos)‏ ابن الأسطورة إيدا وجوبتر من قبل الاتحاد الفلكي الدولي.
بيّنت صور مسبار غاليليو أن الكويكبَ إيدا جسم غير منتظم إلى حد كبير طوله نحو 56 كيلومتر وذو سطح مليء بالفوهات ومتهالك بكثافة مما يشير إلى أنه كان موجوداً في شكله الحالي قبل مليار سنة على الأقل، ويعد إيدا الكويكب الثاني بعد الكويكب غاسبرا الذي تمت زيارته من قبل المركبة الفضائية غاليليو وكان ذلك عام 1991 عندما اقتربت منه وهي في طريقها إلى المشتري، عبر مسار غاليليو حزام الكويكبات مرتين في طريقه إلى كوكب المشتري. وفي 28 آب 1993 خلال العبور الثاني طار المسبار غاليليو على مسافة 2400 كم من إيدا وهو اقرب اقتراب من الكويكب مع سرعة تقدر 12.4 سرعة 12,400 م / ث (41,000 قدم / ثانية). رصدت كاميرا المسبار إيدا من مسافة 240350 كيلومتر (149350 ميل) إلى أقرب نقطة اقتراب 2,390 كم (1,490 ميل).
كان إيدا الكويكب الثاني بعد غاسبرا الذي يتم تصويره بواسطة مركبة فضائية. بعد ما يقرب من شهرين من التصوير الناجح أنهت المركبة الفضائية غاليليو إرسال صور عالية الدقة للكويكب المعروف باسم 243 إيدا، حيث تم تصوير الكويكب من مسافة متوسطة تبلغ 3400 كيلو متر قبل حوالي 3.5 دقيقة من أقرب اقتراب لغاليليو في 28 أغسطس
تأخر نقل العديد من صور إيدا بسبب تعطل متكرر في الهوائي العالي الكسب للمركبة الفضائية. استقبلت الصور الخمسة الأولى في سبتمبر 1993، وتم إرسال الصور المتبقية في فبراير 1994، عندما سمح قرب المركبة الفضائية إلى الأرض من نقل البيانات بسرعة أعلى.

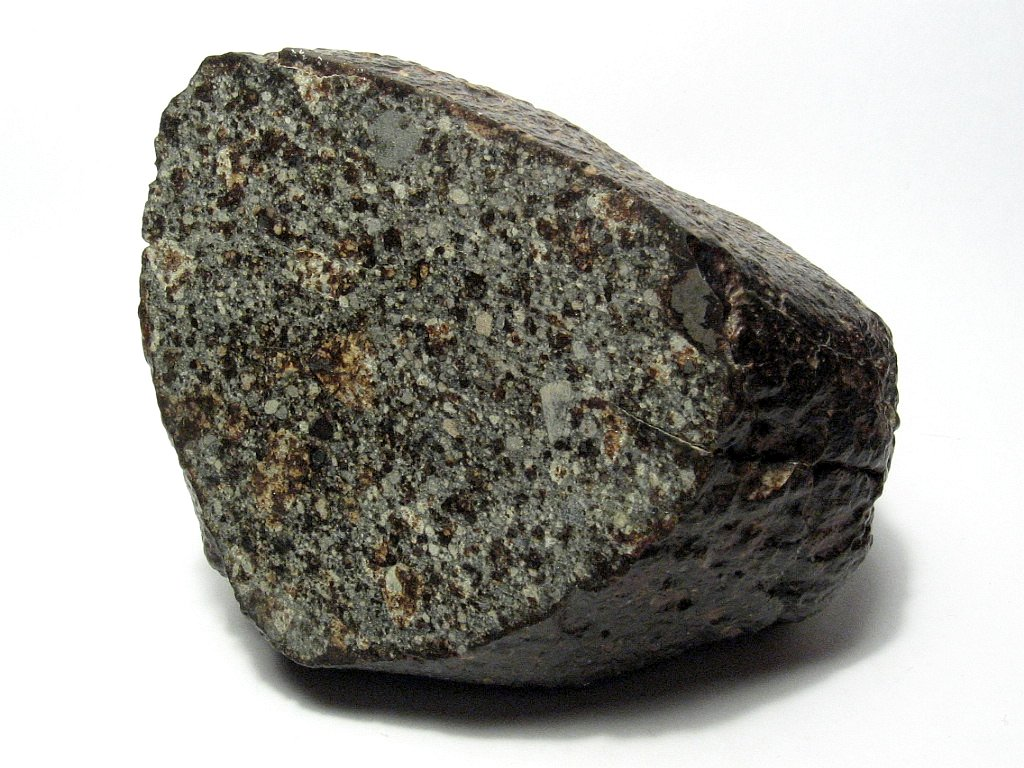
قسم مصقول من نيزك كوندريت

### الاكتشافات
سمحت لأول مرة البيانات التي تم إرجاعها من عملية تحليق غاليليو حول جاسبرا وإيدا، ومهمة ملتقي الكويكبات القريبة من الأرض التي أطلقت في وقت لاحق، بدراسة جيولوجيا الكويكبات. حيث عرض سطح إيدا الكبير نسبياً مجموعة متنوعة من الميزات الجيولوجية. بعد سنتين من زيارة سفينة الفضاء غاليليو لجاسبرا، اقتربت هذه السفينة من الكويكب إيدا، الذي يقع مداره في الطوق الرئيسي. وقد أسفرت هذه المواجهة عن حدث عظيم ألا وهو اكتشاف داكتيل  وهو أول تابع معروف لكويكب قطره 1.4 كيلومتر فقط. وقد استعمل فريق غاليليو مدار داكتيل لحساب كتلة إيدا، فظهرت الكثافة المستخلصة أقل كثيراً من كثافة أقرب أنماط الحجارة النيزكية المعروفة المكونة من كوندريتات عادية، ومن ثم استنتج أن يكون لإيدا تركيب مختلف أو أن يكون تركيبه مسامياً.

## الخصائص الفيزيائية
مثل كل كويكبات الحزام الرئيسي، فإن مدار إيدا يكمن بين كوكبي المريخ والمشتري. الفترة المدارية له 4.84 سنة، وفترة دورانه هي 4.63 ساعة. لإيدا متوسط قطر يبلغ 31.4 كم (19.5 ميل). وينتج مجال الجاذبية على سطح إيدا تسارع نحو 0.3 1.1 cm/s2. هذا المجال ضعيف بحيث يمكن لرائد فضاء موجود على سطحه أن يقفز من طرف إلى آخر، وبإمكان جسم يتحرك بسرعة 20 م/ ث الهروب من الكويكب تماماً.
- رقم الفهرس الرسمي: 243.
- الأبعاد: x24x21 56كيلومتر.
- الكثافة: نحو 2.5 غرام في السنتيمتر المكعب.
- نمط المدار: من نمط مدارات عائلة كورونيس Koronis family في الطوق الرئيسي.
- الرتبة الطيفية: S. دور التدويم: 4.63 ساعة.

إيدا كويكب ذو شكل ممدود، مع سطح غير منتظم. وتبلغ كتلته ما بين 3.65 و4.99 × 1016 كلغ، ويبلغ طوله 2.35 مرة مقدار عرضة، ومنطقة «الخصر» مقسومة إلى نصفين متباينة جيولوجياً. وتسارع السطح في أدنى مستوى عند حدود أطراف جسم الكويكب بسبب سرعة دورانه العالية ومنخفضة أيضاً بالقرب من «الخصر» لتركز كتلة الكويكب في نصفيه، وبعيداً عن هذا الموقع.

## سمات السطح

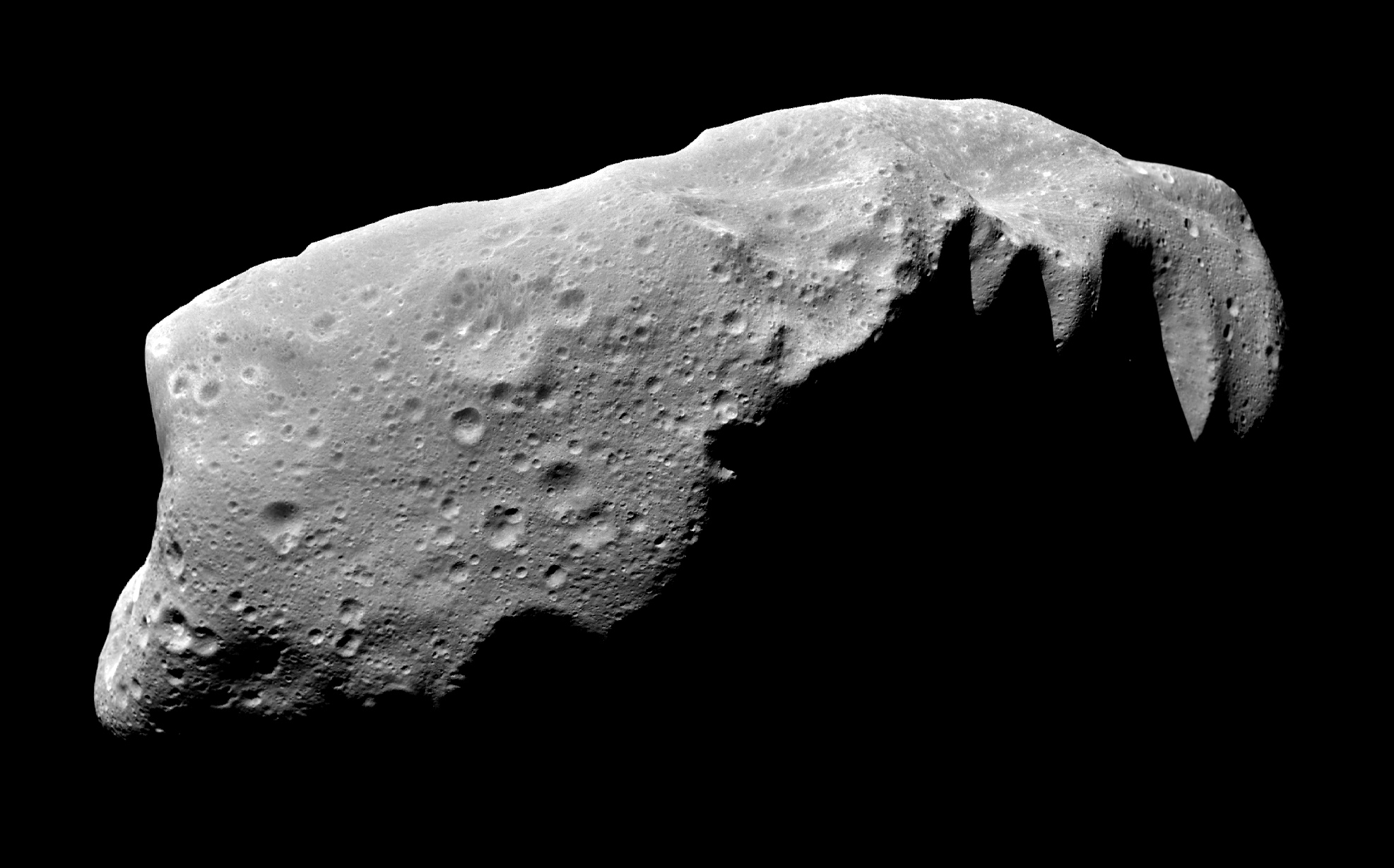
فسيفساء من الصور المسجلة بواسطة مسبار غاليليو قبل 3.5 دقيقة من الاقتراب الأخير

بينت صور مسبار غاليليو أن الكويكبَ إيدا جسم غير منتظم إلى حد كبير طوله نحو 56 كيلومتر وذو سطح مليء بالفوهات ومتهالك بكثافة مما يشير إلى أنه كان موجوداً في شكله الحالي قبل مليار سنة على الأقل على الرغم من وجود مناطق ملونة ومكشوفة ذات ألوان طيفية مختلفة يبدو أنها تشكلت حديثاً، إلى جانب الحفر وغيرها من الميزات الواضحة، مثل الأخاديد، التلال، والنتوءات، إيدا مغطى بطبقة سميكة من الريغولث، تحجب الحطام الصخري الصلب.

### الريغولث
سطح إيدا مغطى بطبقة سميكة من الصخور المفتتة، تدعا الريغولث أو الثرى، وهي طبقة غير متجانسة تغطي الصخور وتتألف من الغبار والتراب والصخور المتكسرة. تبلغ سماكتها حوالي 50-100م (160-330 قدم)،
ويتم إنتاج هذه المواد من أحداث التصادم على سطح إيدا أو من خلال العمليات الجيولوجية. لاحظ مسبار غاليليو أدلة على تحركات حديثة لطبقة الريغولث. وبسبب هذه العملية، يظهر الريغولث الأقدم أكثر حماراً بالمقارنة مع المواد المعرضة حديثاً

'صورة مسبار غاليلو ل لكتل مطروحة للخارج 24.8°S, 2.8°E

تم التعرف على 20 من كتل المقذوفات؛ (مابين 40م-150م، من جانب إلى آخر)، وهي جزء لا يتجزأ من ريغولث إيدا. وتشكل كتل المقذوفات أكبر أجزاء ريغولث إيدا. لأنه من المتوقع أن تنهار كتل المقذوفات بسرعة تحت تأثير أحداث التصادم.

### الهياكل
العديد من الهياكل الرئيسية تميز سطح 243 إيدا. ويبدو أن الكويكب ينقسم إلى نصفين، وهنا يشار إلى المنطقة 1 والمنطقة 2، حيث يبدو أنها متصلة بواسطة «الخصر». وتبدو هذه الملامح الفريدة مغطاة بالحطام.

### الفوهات الصدمية
إيدا جسم غير منتظم إلى حد كبير وذو سطح مليء بالفوهات ومتهالك بكثافة ومن أكثر أجرام النظام الشمسي المكتشفة كثافة في عدد الفوهات قياساً على حجمه الصغير.

فوهة فينغال غير المتماثلة عرض 13.2 درجة جنوباً، 39.9°درجة شرقاً

وشكلت عمليات التصادم منحوتات سطح إيدا الحالي. وصلت التصادمات إلى نقطة التشبع، وهذا يعني أن تأثيرات التصادمات الجديدة ستمحو أدلة التصادمات القديمة، وهذا يترك العدد الإجمالي تقريباً ثابت. وإيدا مغطى بالحفر من جميع الأحجام، وتتراوح أعمارها من جديدة إلى قديمة قدم إيدا نفسه. وأقدم فوهة ربما تشكلت خلال تفكك كورونيس، وأكبر حفرة تدعى لاسكو عرضها تقريباً 12 كيلومتر (7.5 ميل). المنطقة 2  جميع الحفر أكبر من 6 كم (3.7 ميل) في القطر، ولكن المنطقة 1  لا يوجد فيها حفر الكبيرة على الإطلاق. وبعض الفوهات مرتبة عل شكل سلاسل.

## التركيب
يصنف 243 إيدا على أنه كويكب من النوع إس (بالإنجليزية: S-type)‏ حيث يغلب تواجد كويكب من النوع إس في الجزء الداخلي من حزام الكويكبات عند 2.2 وحدة فلكية، وشائعة في الحزام المركزي لحزام الكويكبات عند ثلاث وحدات فلكية ومن ثم تصبح نادرة فيما يلي ذلك وتم تصنيف إيدا استناداً إلى تشابه الأطياف والانعكاس مع الكويكبات المماثلة، حيث تتشارك هذه الكويكبات في تكوينها الحجري الحديدي، والكوندريت العادية نيازك (OC) (نيزك حجري غير حبيبي). لم يتم تحليل التكوين الداخلي لإيدا مباشرة، ولكن يفترض أن يكون مشابه لمادة نيزك OC على أساس التغيرات في لون السطح. وتقدر الكثافة الظاهرية لإيدا بـ 2.27–3.10 g/cm3  تحتوي النيازك OC على كميات متفاوتة من الزبرجد الزيتوني والسيليكات والبيروكسين، والحديد، والفلسبار. ، تم الكشف عن الأوليفين والبيروكسين على إيدا من قبل مسبار غاليليو يظهر المحتوى المعدني متجانس في جميع الأنحاء. ووجد مسبار غاليليو الحد الأدنى من الاختلافات على طول امتداد السطح، ويشير الدوران السريع للكويكب إلى كثافة متسقة.
على افتراض أن تكوينها يشبه النيازك OC، والتي تتراوح في كثافتها من 3.48 إلى 3.64 g/cm3، تقدر مسامية إيدا بـ 11–42%. وربما يحتوي التركيب الداخلي لإيدا كمية من الحطام صخري بفعل التصادم تدعى الريغولث، وهي طبقة غير متجانسة تغطي الصخور وتتألف من الغبار والتراب والصخور المتكسرة تمتد بين مئات الأمتار تحت السطح وربما بعض الصخور في لب إيدا تكسر تحت الفوهات الصدامية لكبيرة الماموث، لاسكو واندارا.

## المدار وفترة الدوران

مدار وموقع ايدا وخمسة كواكب 9 مارس 2009

243 إيدا كويكب من عائلة كورونيس وهي عائلة من الكويكبات تقع في حزام الكويكبات بين المريخ والمشتري، ويدور حول الشمس على مسافة متوسطة تبلغ 2.862 وحدة فلكية بين المريخ والمشتري، وتبلغ فترة الدوران 1,767.644 يوم أرضي. وفترة التناوب 4.63 ساعة، مما يجعله واحد من أسرع الكويكبات المكتشفة حتى الآن. كما أن عزم القصور الذاتي المحسوب لجسم كثيف على نفس شكل إيدا يتزامن مع محور دوران الكويكب. وهذا يشير إلى أنه لا توجد اختلافات كبيرة من الكثافة داخل الكويكب. تبلغ مدة محور المبادرة (الحركة الدائرية المتغيرة حول المحور) لإيدا 77 ألف سنة، ويرجع ذلك إلى تأثير فعل جاذبية الشمس على شكل كويكب إيدا الغير كروي.

## المنشأ
نشأ إيدا من تفكك كويكب أضخم، قطره نحو 120 كم تقريباً (75 ميل) يسمى كورونيس، وكان الكويكب السلف مكون من المعادن الثقيلة، فحمل إيدا كميات ضئيلة من هذه المعادن الأساسية، ومن غير المؤكد متى وقع حدث تفكك كويكب كورونيس. لكن ووفقاً لتحليل عمليات وهاد إيدا التي تشمل الصدمات الكوكبية فإن سطح الكويكب عمره أكثر من مليار سنة، ومع ذلك فإن هذا لا يتفق مع العمر المقدر لنظام إيدا-داكتيل الذي يقدر ب100 مليون سنة. فمن غير المرجح أن داكتيل، نظرا لصغر حجمه، يمكن أن يكون نجا من التدمير في حادث التصادم الكبير لفترة أطول. ويمكن تفسير الفرق في تقديرات العمر بمعدل زيادة الوهاد من بين انقاض تحطم الجرم الأساسي كورونيس، والأكثر احتمالا هو أن القمر داكتيل وإيدا قد تكونا في نفس الوقت حين تحطم الجرم الذي ولّد عائلة كورونيس. وإذا بقيت الشظيتان قريبتين، إحداهما من الأخرى، كان بإمكانهما أن تصبحا مقيدتين تثاقلياً.

## القمر داكتيل

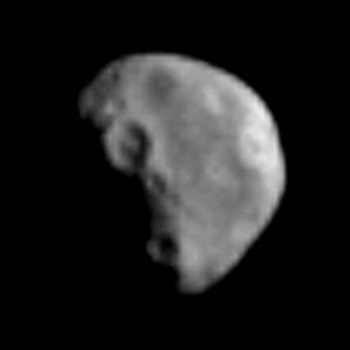
صورة للقمر داكتيل من مسبار غاليلو على بعد 3,900 كم

داكتيل  (/ˈdækt[invalid input: 'ɨ']l/ DAK-til). التسمية الرسمية، (243) Ida I Dactyl هو جسم غير منتظم وذو سطح مليء بالفوهات ومتهالك بكثافة، يتحرك بحركة تراجعية، ويتكون من مواد مماثلة للكويكب 243 إيدا، وهو أول تابع معروف لكويكب. في وقت الاكتشاف كان يبعد عن إيدا 90 كم، وقطره 1.4 كيلومتر فقط.

### الاكتشاف
لم يعلن هذا الاكتشاف حتى وقت متأخر من فبراير عام 1994 عندما وصلت الصور المخزنة على جهاز تسجيل المركبة الفضائية إلى الأرض حيث وجد العلماء أجزاء صغيرة من بعض إطارات الصور كانت مثل القضبان وهي سلسلة من اللقطات المتعاقبة بُثّ فيها عدد قليل من الخطوط المتقطعة، وعند فحص القضبان هذه لأول مرة لاحظ فريق التصوير لطخه شاذه بجانب إيدا. وبعد استبعاد كونها جسماً مجهولاً سابحاً في الفضاء، لكون هذا أمراً غير محتمل، فإن الفريق درس إمكان كونها مصدراً فلكياً ربما لم يلاحظوه في خلفية الصورة. ولما لم يجدوا شيئا، توصلوا إلى أنهم اكتشفوا كويكباً صغيرًا، قد يكون قمراً قريباً من إيدا. وقد أكَّد فريق الأشعة تحت الحمراء الذي شاهد مثل هذه القضبان أيضاً، وجود كويكب. وسرعان ما أدرك فريقا التصوير والأشعة تحت الحمراء بأن لديهم مشاهد مختلفة قليلاً للجسم نفسه. ولدى إجراء حسابات سريعة لزوايا اختلاف المنظر parallax وجدوا أن هذا الجسم هو صخرة تبعد 100 كيلومتر عن مركز إيدا، وأنها لم تتحرك كثيراً في الدقائق القليلة التي فصلت بين الرصدين. لذا فإن هذا الجرم الصغير القريب من كويكب كبير والذي يتحرك ببطء شديد هو على نحو شبه مؤكد تابع (قمر). وقد أطلق عليه الاتحاد الفلكي الدولي اسم داكتيل Dactyl نسبة إلى داكتيلوس Dactylos ابن أسطورة إيدا وجوبتر. وقد حدث أن كل صورة تقريباً تُلتقط لإيدا كانت تحوي داكتيل. وقد أظهرت الصور ذات الدقة العالية high-resolution أن للقمر شكل حبة بطاطا مغطاة بما يشبه البثور، وكان من الواضح أنه ليس شظية ناجمة عن تصادم. وكان هذا القمر يدور في فَلَك دورة كاملة كل 24 ساعة أو أكثر.

### التسمية
تم تعيين (243) 1 اسماً لداكتيل في البداية عام 1993. وأطلق علية اسم داكتيل من قبل الاتحاد الفلكي الدولي عام 1994، نسبة إلى الميثولوجيا الإغريقية لداكتيليس الذين سكنوا جبل إيدا في جزيرة كريت في جنوب اليونان.

### الخصائص الفيزيائية
القمر داكتيل بيضاوي الشكل، وجرم كروي بشكل ملحوظ، ومثل إيدا، سطح داكتيل متشبع بالوهاد (الحفر) وتم رصد إثني عشر حفرة بقطر أكبر من 80 مترا (260 قدم)، في إشارة إلى أن القمر داكتيل قد عانى الكثير من التصادمات خلال تاريخه. ويوجد مالا يقل عن ستة حفر تشكل سلسلة خطية، مما يدل على أنها ناجمة عن الحطام المولد محلياً، ربما هي مقذوفات من الكويكب إيدا. وقد تحتوي فوهات داكتيل على قمم مركزية مختلفة عن تلك التي وجدت على إيدا. هذه الملامح، والشكل الكروي لداكتيل تدل على أن القمر داكتيل تسيطر علية جاذبيته الخاصة على الرغم من صغر حجمه. ومثل إيدا، فإن متوسط درجة حرارة داكتيل حوالي 200 كلفن (-73 ° مئوية؛ -100 ° فهرنهايت).
يتشارك داكتيل في العديد من الخصائص مع إيدا. فالبياض وانعكاسية الأطياف متشابهة جداً. وتشمل الاختلافات الصغيرة أن عملية التجوية أقل نشاطاً على القمر داكتيل. يجعل حجم القمر داكتيل الصغير تشكيل كميات كبيرة من الريغولث مستحيل وهذا يتناقض مع إيدا، الذي تغطيه طبقة عميقة من الريغولث. سميت أكبر حفرتين تم تصويرها على داكتيل اسمون وسلميس، نسبة لداكتيل في الأساطير اليونانية. اسمون هي أكبر فوهة صدمية على داكتيل.

### المدار

رسم بياني للمدارات المحتملة للداكتيل حول إيدا

مدار داكتيل حول إيدا ليس معروفاً على وجه التحديد، كان مسبار غاليليو في المستوى المداري من مدار داكتيل عندما ألتقط معظم الصور، الأمر الذي جعل تحديد مداره الدقيق صعب، مدار داكتيل من الغرب إلى الشرق في اتجاه معاكس لاتجاه حركة إيدا حركة تراجعية، ويميل نحو 8 درجة على خط استواء إيدا.
بناء على المحاكاة الحاسوبية يجب أن تكون نقطة المسار المركزي لداكتيل حوالي 65 كم (40 ميل) من إيدا من أجل أن يبقى في مدار مستقر. مجموعة من المدارات التي تم إنشاؤها بواسطة المحاكاة تم تقليصها لضرورة وجود مدارات تمر من خلال النقاط التي رصد فيها مسبار غاليلو داكتيل لتكون على 16:52:05 بالتوقيت العالمي. في 26 نيسان 1994، رصد مرصد هابل الفضائي إيدا لمدة ثماني ساعات، وكان غير قادر على اكتشاف داكتيل. وربما كان قادر على رصد داكتيل إذا كان على بعد 700 كيلومتر أو أكثر من كويكب إيدا.

### العمر والمنشأ
عمر ومنشأ القمر داكتيل غير معروف، والأكثر احتمالاً هو أن القمر داكتيل وإيدا قد تكونا في نفس الوقت، حين تحطم الجرم الذي ولّد عائلة كورونيس، ومع ذلك فقد يكون تشكل حديثاً، نتيجة اصطدام كبير على إيدا، فربما أَطلق تصادم قطعة من حطام إيدا نفسه ليدور في فلك حول الكويكب. ومن غير المرجح أن القمر داكتيل جرم عابر وقع تحت تأثير جاذبية إيدا، وربما عانى داكتيل من تأثير تصادم كبير منذ حوالي 100 مليون سنة، مما أدى إلى تراجع حجمه.

## الجيولوجيا الكوكبية للكويكب 243 إيدا وقمره داكتيل
تمت تسمية المناطق الجيولوجية المتميزة للكويكب 243 إيدا وقمره داكتيل نسبة لمكتشفها أو موقع الاكتشاف.

### الكويكب إيدا

#### تجاعيد ريدج
تجاعيد ريدج الوحيدة المسماة على سطح 243 إيدا هي تاونسند نسبة إلى تيم E. تاونسند وهو عضو في فريق تصوير مسبار غاليليو

#### المناطق
| المنطقة     | سميت باسم     |
| ----------- | ------------- |
| منطقة بليسا | يوهان بليسا   |
| منطقة بولا  | بولا، كرواتيا |
| منطقة فيينا | فيينا         |

#### الفوهات الصدمية
| الفوهة الصدمية | سميت باسم                                  |
| -------------- | ------------------------------------------ |
| آفون           | كهف آتوس الجديد، أبخازيا                   |
| التيا          | كهف أتيا، بابوا غينيا الجديدة              |
| أزورا          | غروتا أزورا، إيطاليا                       |
| بالمات         | كهف بالمات، كوريا                          |
| كاستيلانا      | كهف كاستيلانا، إيطاليا                     |
| تشوكوديان      | تشوكوديان، الصين                           |
| فينغال         | كهف فينغال، المملكة المتحدة                |
| كتشنر          | كهوف كتشنر، أريزونا، الولايات المتحدة      |
| كوزومر         | كهف كوزومر، هاواي، الولايات المتحدة        |
| لاسكو          | كهف لاسكو، فرنسا                           |
| يتشوغويلا      | كهف يتشوغويلا، نيومكسيكو، الولايات المتحدة |
| ماموث          | كهف الماموث، كنتاكي، الولايات المتحدة      |
| مينجين         | كهف مينجين، كوريا                          |
| اوقناك         | كهف اوقناك، فرنسا                          |
| باديراك        | كهف باديراك، فرنسا                         |
| الطاووس        | كهف الطاووس، فلوريدا، الولايات المتحدة     |
| بوستوينا       | كهف بوستوينا، سلوفينيا                     |
| ستيركفونتاين   | كهوف ستيركفونتاين، جنوب أفريقيا            |
| ستيف           | كهف ستيف، إيطاليا                          |
| اندارا         | كهف اندارا، النمسا                         |
| في يانتو       | كهف الرياح، اسبانيا                        |

### داكتيل
تمت تسمية فوهات داكتيل من الميثولوجيا الإغريقية لداكتيليس.
| الفوهة الصدمية | سميت باسم                   |
| -------------- | --------------------------- |
| اسمون          | اسمون في الأساطير اليونانية |
| سلميس          | الأساطير اليونانية          |

## معرض الصور

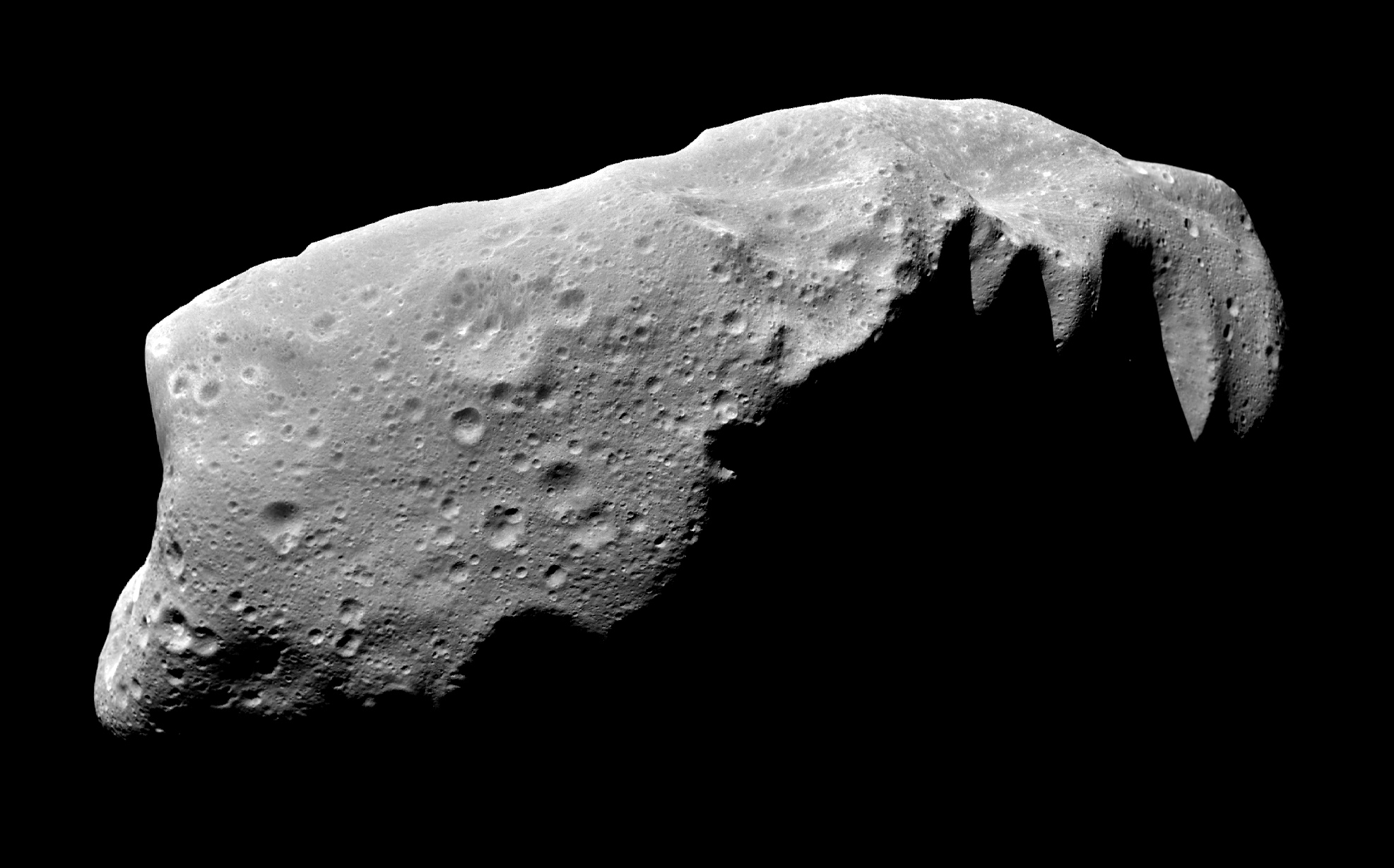
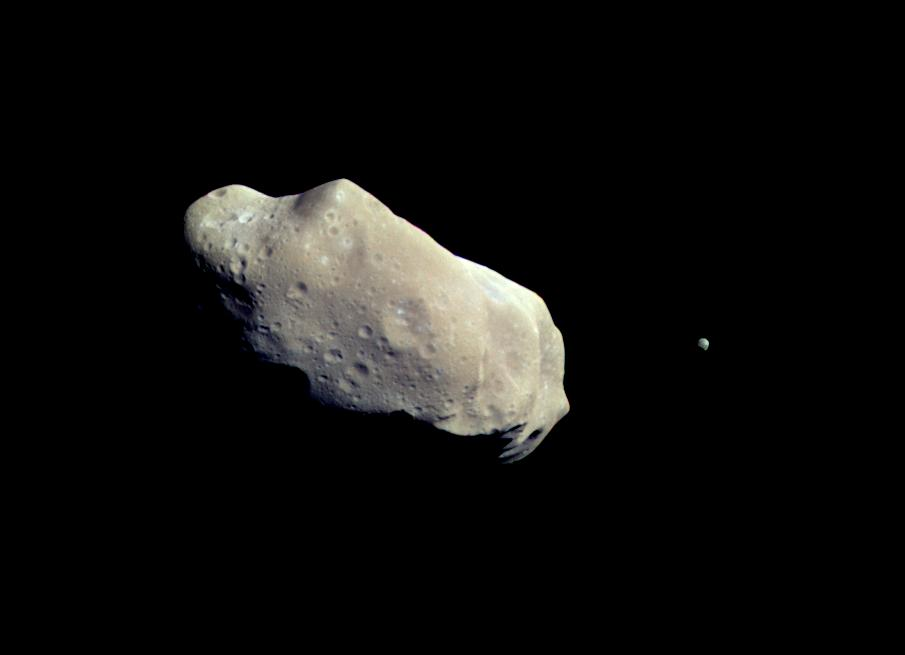
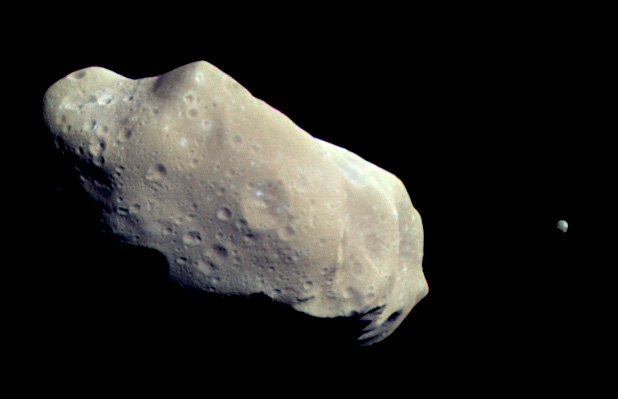
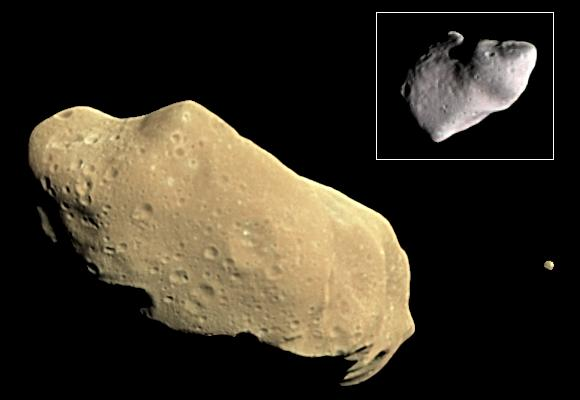
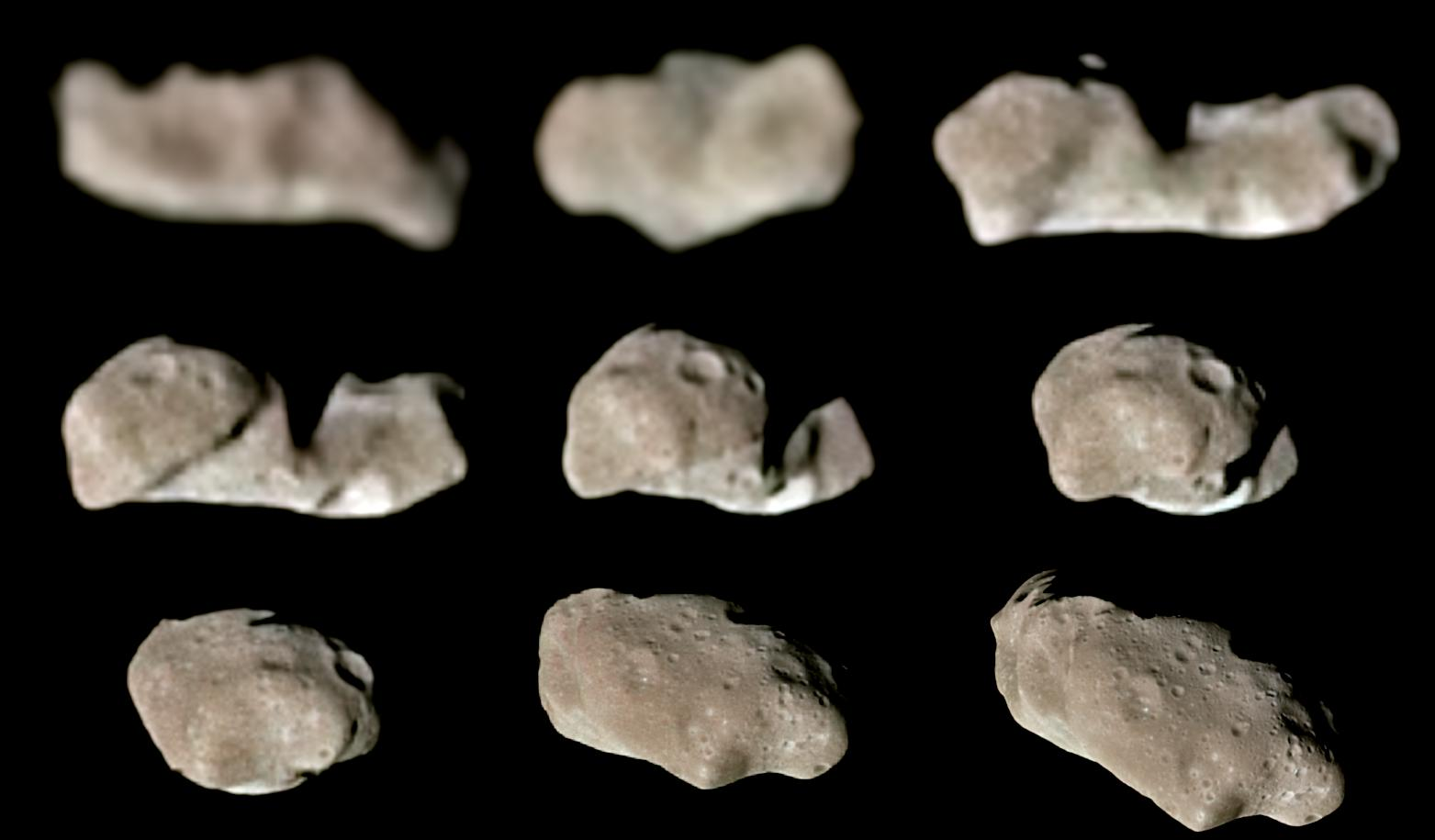
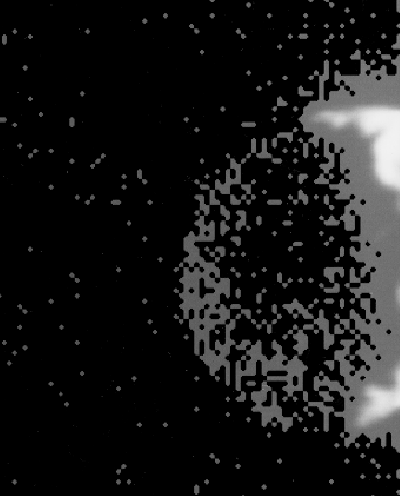
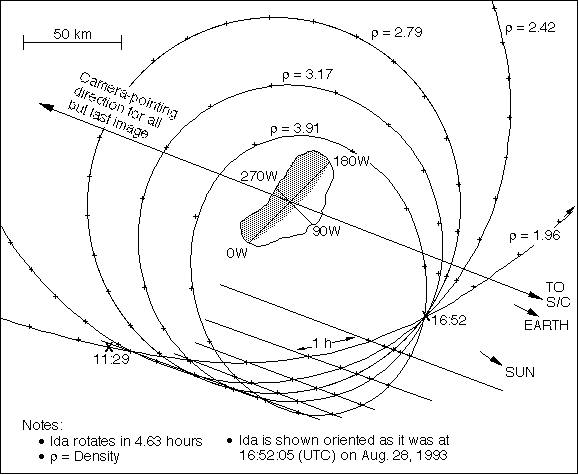

## اقرأ أيضا
- تجوية فضائية

## وصلات خارجية
- 243 إيدا
- Orbital simulation from JPL (Java) / Ephemeris
- مهمة جاليليو (إنجليزية)
- بعثة سفينة الفضاء غاليليو من مجلة العلوم الأمريكية - النسخة العربية
- USGS: Ida nomenclature